# Maria Luisa Puggioni
Maria Luisa de Min Marinotti Puggioni (Gorizia, 1921-2018) fue una arquitecta italiana que desarrolló una prolífica carrera en México como docente, investigadora y proyectista. Participó en el Plan Maestro de Ciudad Universitaria de Ciudad de México, fundó la Maestría en Arquitectura en Guadalajara y elaboró una metodología para el diseño arquitectónico. Su legado sigue vigente a través de sus publicaciones y el impacto en generaciones de estudiantes.

## Biografía
María Luisa de Min nació el 27 de diciembre de 1921 en Gorizia, Friuli, Italia, en el seno de una familia que no veía con buenos ojos su deseo de estudiar arquitectura. Su padre, Francesco de Min Marinotti, consideraba que la arquitectura no era una profesión para mujeres y prefería que siguiera la carrera magisterial como su abuela. Sin embargo, su madre, Angelina Lazzaro Fajan, la apoyó económicamente para que ingresara al Politécnico de Milán, mientras su padre creía que continuaba en la Escuela de Bellas Artes.
Durante sus estudios, entró en contacto con el reconocido arquitecto Gio Ponti, amigo de su familia, y en plena Segunda Guerra Mundial trabajó en la oficina de su tío Giuseppe de Min (1944-1948). En 1948 obtuvo el título de Doctora en Arquitectura con la tesis Restauración del Comprensorio Sur del centro de la ciudad de Milán. Ese mismo año inició su carrera docente como asistente en la cátedra de Ciencias de la Construcción en el Politécnico de Milán.
En 1949, junto con sus padres, su hermana y su cuñado, emigró a México en busca de nuevas oportunidades. Se instalaron en la Ciudad de México, donde María Luisa conoció al ingeniero químico Mario Antonio Puggioni, con quien se casó en 1953. Un año después nació su única hija, Donatella.
En México trabajó en el Instituto Tecnológico y de Estudios Superiores de Monterrey (1958-1967) y la Universidad de Guadalajara (1968-1993), además colaboró con diversos estudios de arquitectura.
Falleció el 27 de septiembre de 2018,

## Trayectoria
Entre 1951 y 1954 colaboró en el Taller de Urbanismo de Mario Pani, participando en el Plan Maestro para la Ciudad Universitaria de la UNAM, una de las obras más emblemáticas de la arquitectura moderna mexicana. También trabajó en la producción de murales para la fábrica de Mosaicos Italianos, fundada por su padre, contribuyendo en obras de José Chávez Morado (La vida, la muerte, el mestizaje y los cuatro elementos, La Conquista de la Energía, El retorno de Quetzalcóatl) y Diego Rivera (Teatro de los Insurgentes).
En 1953 emigró a Canadá, donde trabajó con los arquitectos Lamartin y Baulac. Al año siguiente, se trasladan a Monterrey debido a que su esposo aceptó una oferta de trabajo. Allí, María Luisa colaboró con el arquitecto Eduardo Padilla Martínez Negrete (1956-1958). Fue una de los 42 miembros fundadores de la Sociedad de Arquitectos de Nuevo León. Ella y Clara García de González son las dos únicas mujeres que aparecen en el acta constitutiva.
En 1958 ingresó al Departamento de Ingeniería y Arquitectura del Instituto Tecnológico y de Estudios Superiores de Monterrey como profesora de planta, siendo la única mujer entre ocho docentes. Su mayor proyecto en este periodo fue el edificio de dormitorios para mujeres (1967), influenciado por Louis Kahn, con un lenguaje arquitectónico basado en la relación entre espacios servidos y servidores. En la fachada principal se alternan las terrazas de las áreas de estar de cada unidad, con las ventanas pequeñas que corresponden a los dormitorios, con muros verticales de ladrillo visto.
En 1967 participó en la Semana de la Arquitectura en la Universidad Autónoma de Guadalajara, institución a la que se incorporó en 1968 tras la reubicación de su esposo en esa ciudad. Durante 25 años, formó parte del cuerpo docente y desarrolló una metodología para el proceso de diseño arquitectónico, influenciada por Christopher Alexander, Bruno Zevi, Enrico Tedeschi y José Villagrán García, entre otros. 
Sus investigaciones se plasmaron en tres apuntes fundamentales:
- Para una metodología del diseño (1972)
- Para un análisis de la forma arquitectónica (1973)
- El proceso de diseño y las decisiones formales (1983)

Estos textos consolidaron su método para organizar las etapas del proyecto y analizar la arquitectura desde una perspectiva estructurada. También se centra en los aspectos de la forma arquitectónica, las decisiones formales, la expresión y las dimensiones semióticas. Su legado fue compilado por su discípulo, Venancio Ordóñez en el libro María Luisa Puggioni. Apuntes para una metodología del diseño y otros escritos (1972-1983), publicado en 2023.
En 1970, la Escuela de Arquitectura amplió su oferta académica y María Luisa coordinó transversalmente las asignaturas de teoría e historia. En 1977, creó la Maestría en Arquitectura, inicialmente concebida para capacitar al profesorado, pero que luego se abrió a estudiantes de toda América Latina.
Paralelamente, realizó proyectos en la Zona Metropolitana de Guadalajara, incluyendo viviendas para su familia y clientes como André Duprat (1984), Franca Lafon (1987) y Jaime Gallo (1990).
En 1993 se jubiló, aunque continuó impartiendo clases en el posgrado. Fue maestra de más de 2,000 estudiantes y dictó conferencias en todo México.
Falleció en 2018 dejando un legado académico y arquitectónico que sigue vigente en la formación de generaciones de arquitectos. Su pensamiento quedó sintetizado en su célebre frase: «La arquitectura es un producto humano que traduce en términos arquitectónicos un modo de vida».

## Reconocimientos
En 1995, ingresó como Miembro Capitular de la Academia Nacional de Arquitectura, capítulo Guadalajara.